# Tuscola
Tuscola ist eine Kleinstadt und Verwaltungssitz des Douglas County im Osten des US-amerikanischen Bundesstaates Illinois. Das U.S. Census Bureau hat bei der Volkszählung 2020 eine Einwohnerzahl von 4.636 ermittelt.

## Geografie
Tuscola liegt auf 39°47'52" nördlicher Breite und 88°16'54" westlicher Länge. Die Stadt erstreckt sich über 5,5 km², die ausschließlich aus Landfläche bestehen.
Durch Tuscola verläuft in Ost-West-Richtung der U.S. Highway 36, der am südöstlichen Stadtrand den U.S. Highway 45 kreuzt. Am Westrand der Stadt verläuft die Interstate 57, die die kürzeste Verbindung von Chicago (255 km nordöstlich von Tuscola) und Memphis in Tennessee (604 km südwestlich von Tuscola) bildet. Über das 60,8 km entfernte Decatur sind es in westlicher Richtung 126 km nach Springfield, der Hauptstadt von Illinois. Über den Highway 36 sind es in östlicher Richtung 185 km in Indianas Hauptstadt Indianapolis.
In Tuscola ist auch ein Knotenpunkt mehrerer Bahnlinien.

## Geschichte
Bei Gründung wurde im Jahre 1868 O. C. Hackett mit einer Stimme Mehrheit vor W. B. Ervin zum Vorsteher des Tuscola Township gewählt. Hackett unterhielt eine Plantage mit Sassafrasbäumen, die unter dem Namen Hackett's Run schon weit vor Gründung des Douglas County im Jahre 1884 bekannt war. Hacketts Vater, John Hackett siedelte 1835 im benachbarten Coles County. Laut Familienchroniken war Abraham Lincoln während der Lincoln-Douglas-Debatten im Jahre 1858 auf der Farm der Familie zu Gast gewesen.

## Demografische Daten
Bei der Volkszählung im Jahre 2000 wurde eine Einwohnerzahl von 4448 ermittelt. Diese verteilten sich auf 1885 Haushalte in 1261 Familien. Die Bevölkerungsdichte lag bei 815,7/km². Es gab 2015 Wohngebäude, was einer Bebauungsdichte von 369,6/km² entsprach.
Die Bevölkerung bestand im Jahre 2000 aus 98,1 % Weißen, 0,3 % Afroamerikanern, 0,4 % Indianern, 0,5 % Asiaten und 0,2 % anderen. 0,4 % gaben an, von mindestens zwei dieser Gruppen abzustammen. 1,1 % der Bevölkerung bestand aus Hispanics, die verschiedenen der genannten Gruppen angehörten.
25,0 % waren unter 18 Jahren, 8,1 % zwischen 18 und 24, 29,0 % von 25 bis 44, 21,5 % von 45 bis 64 und 15,8 % 65 und älter. Das mittlere Alter lag bei 38 Jahren. Auf 100 Frauen kamen statistisch 91,9 Männer, bei den über 18-jährigen 89,3.
Das mittlere Einkommen pro Haushalt betrug $ 39.608, das mittlere Familieneinkommen $ 44.816. Das mittlere Einkommen der Männer lag bei $ 35.063 das der Frauen bei $ 22.090. Das Pro-Kopf-Einkommen belief sich auf $ 19.465. Rund 2,3 % der Familien und 4,1 % der Gesamtbevölkerung lagen mit ihrem Einkommen unter der Armutsgrenze.

## Bekannte Bewohner
- Philip Deaver – Autor
- Jennie Garth (* 1972) – Schauspielerin
- Joseph Gurney Cannon (1836–1926) – Sprecher des Repräsentantenhauses der Vereinigten Staaten
- Fred Wakefield – NFL-Profi
- Smiley Burnette (1911–1967) – Schauspieler und Musiker